# NGC 2020
NGC 2020 ist ein HII-Gebiet im Sternbild Schwertfisch, in dessen Innerem sich ein Wolf-Rayet-Ringnebel um den Wolf-Rayet-Stern Brey 48 gebildet hat. Er liegt in einer Entfernung von 160.000 Lichtjahren und gehört zur Großen Magellanschen Wolke. Der Farbunterschied zwischen NGC 2020 und NGC 2014 ist auf die Anwesenheit von Brey 48 zurückzuführen. Dessen hohe Effektivtemperatur sorgt für eine hohe Intensität der zweifach ionisierten Sauerstofflinie bei 500,7 nm, die im Bild blau dargestellt ist. Das Leuchten des HII-Gebiets NGC 2014 wird dagegen von der, in rot eingefärbten, Rekombinationslinie des angeregten Wasserstoffs bei 656,3 nm (Hα) dominiert.
Der Nebel wurde am 30. Dezember 1836 von dem Astronomen John Herschel entdeckt, möglicherweise jedoch bereits 1826 von James Dunlop beobachtet.